# Геренвен (громада)
Геренвен (нід. Heerenveen, фриз. It Hearrenfean) — громада в провінції Фрисландія (Нідерланди).

## Історія
Громада була утворена 1934 року шляхом приєднання до колишньої громади Ангвірден частин громад Схотерланд і Гаскерланд.

## Географія
Територія общини займає 140,15 км², з яких 135,21 км² — суша, і 4,94 км² — водна поверхня. Станом на 1 січня 2010 року в громаді проживала 43 391 особа.

## Склад

### Місто
- Геренвен

### Села
- Аккрюм
- Алдебоарн
- Аудегорне
- Аудесхот
- Бонтебок
- Гаскердейкен
- Герслот
- Герслот-Полдер
- Горнстерзваг
- Де-Кніпе
- Катлейк
- Лейньєберд
- Мілдам
- Нес
- Нівебрюг
- Нівегорне
- Нівесхот
- Ораньєвауд
- Тербанд
- Т'яллеберд
- Юббега

## Визначні мешканці
- Сюзанна Мане (1829–1906) — нідерландська піаністка та дружина художника Едуара Мане
- Герман Занстра (1894–1972) — голландський астроном
- Вім Даусенберг (1935–2005) — нідерландський політик
- Якоб де Гаан (нар. 1959) — нідерландський композитор
- Фоппе де Ган (нар. 1943)— нідерландський футбольний тренер і політик
- Карін Клейбекер (нар. 1978) — нідерландська ковзанярка, олімпійська призерка.
- Епке Зондерланд (нар. 1986)  нідерландський гімнаст, олімпійський чемпіон
- Свен Крамер (нар. 1986) — нідерландський ковзаняр, олімпійський чемпіон
- Владислав Биканов (нар. 1989) — ізраїльський ковзаняр українського походження
- Санне Веверс (нар. 1991) — нідерландська гімнастка, олімпійська чемпіонка
- Антуанетте де Йонг (нар. 1995) — нідерландська ковзанярка, олімпійська медалістка
- Андріс Нопперт (нар. 1994) — нідерландський футболіст, воротар